# Contea di DeWitt (Illinois)
La contea di De Witt (in inglese De Witt County) è una suddivisione amministrativa dello Stato dell'Illinois, negli Stati Uniti. La popolazione al censimento del 2000 era di 16 798 abitanti. Il capoluogo di contea è Clinton. La contea è nata nel 1839 per scorporo di territori dalle contee di Macon e McLean. Il suo nome proviene da quello dell'ex-governatore dello stato di New York, DeWitt Clinton; a volte può essere scritto "DeWitt", senza lo spazio.